# Comuna Vilne, Makariv
Vilne (în ucraineană Вільне) este o comună în raionul Makariv, regiunea Kiev, Ucraina, formată din satele Iurivka și Vilne (reședința).

## Demografie
Componența lingvistică a comunei Vilne
     Ucraineană (98,02%)
     Rusă (1,87%)
Conform recensământului din 2001, majoritatea populației comunei Vilne era vorbitoare de ucraineană (98,02%), existând în minoritate și vorbitori de rusă (1,87%).